# Diecezja Bareilly
Diecezja Bareilly (łac. Diœcesis Bareillensis) – diecezja rzymskokatolicka w Indiach. Została utworzona w 1989 z części terenu wikariatu apostolskiego Lucknow.

## Główne świątynie
- Katedra: Katedra św. Alfonsa Liguoriego w Bareli

## Biskupi diecezjalni
- Anthony Fernandes (1989–2014)
- Ignatius D’Souza (od 2014)